# ORP Błyskawica
«Блискави́ця» (пол. ORP Błyskawica) — есмінець типу «Грім», що входив в ВМС Польщі в 1937-1976 роках. Нині стоїть в порту Гдині як корабель-музей. У роки Другої світової війни був одним з найсучасніших есмінців світу. Є другим з кораблів класу «Грім». Найстаріший з есмінців часів Другої світової, які пройшли всю війну і збережені до наших днів. Єдине судно, нагороджене орденом Virtuti Militari.
Національний банк Польщі у 2012 році ввів в обіг монету 2 злотих присвячену цьому легендарному бойовому кораблю.